# Hanten
Le hanten (袢纏, 半纏, 半天 ou 袢天) est un manteau court d'hiver porté par hommes et femmes appartenant à l'ensemble vestimentaire traditionnel japonais. Ses origines peuvent se tracer au XVIIIe siècle, pendant la période Edo. Contrairement à d'autres habillements de l'époque, le hanten n'est pas réservé à l'aristocratie.
La forme du hanten ressemble à celle d'un noragi, ou haori. Le parement et la doublure sont revêtus d'une épaisse couche de coton ouaté. Le col est généralement en satin noir. Les hanten sont souvent ornés d'un insigne héraldique, ou kamon (家紋), ainsi que d'autres motifs.

## Galerie

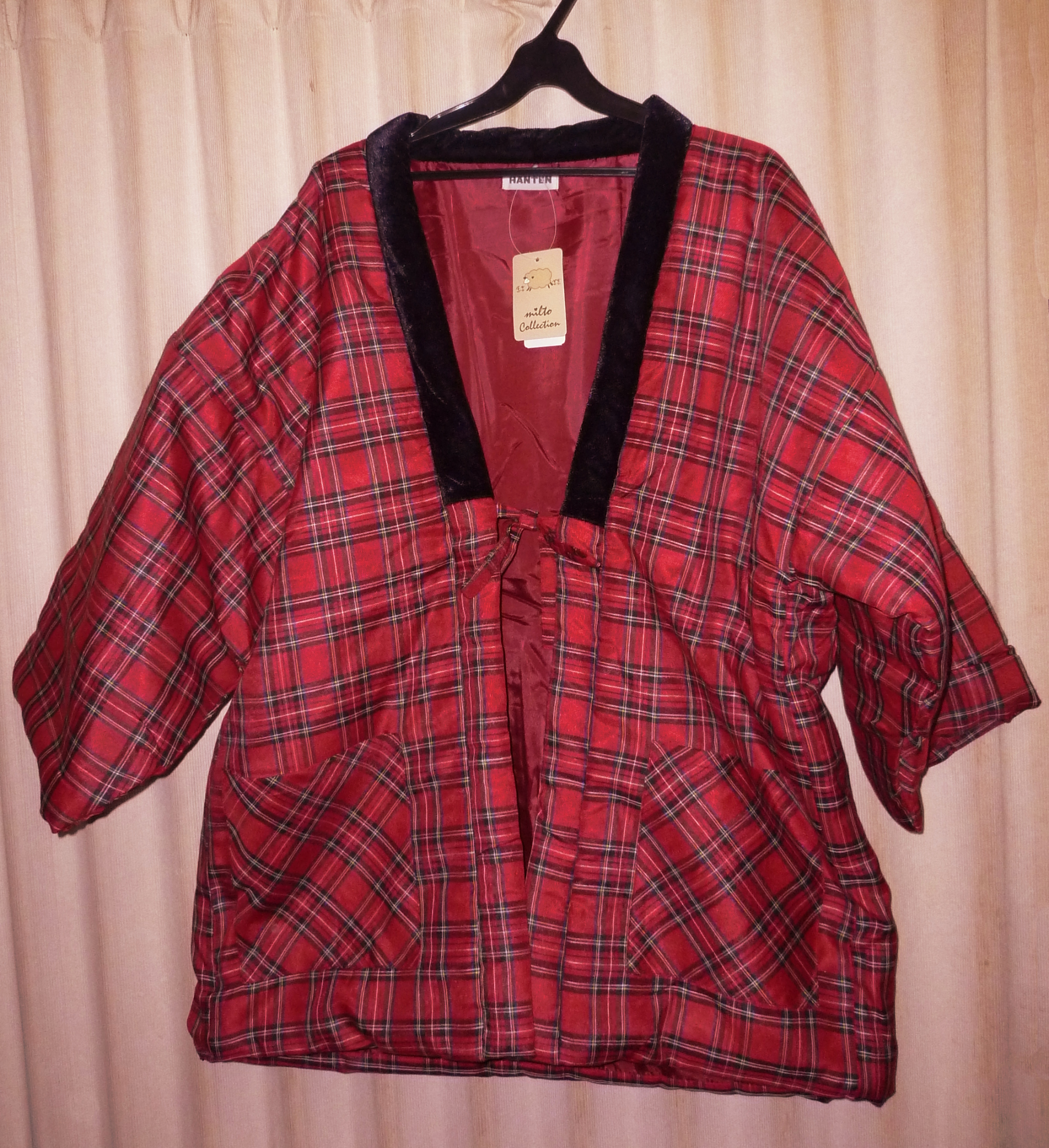
Un hanten rouge sur un cintre.
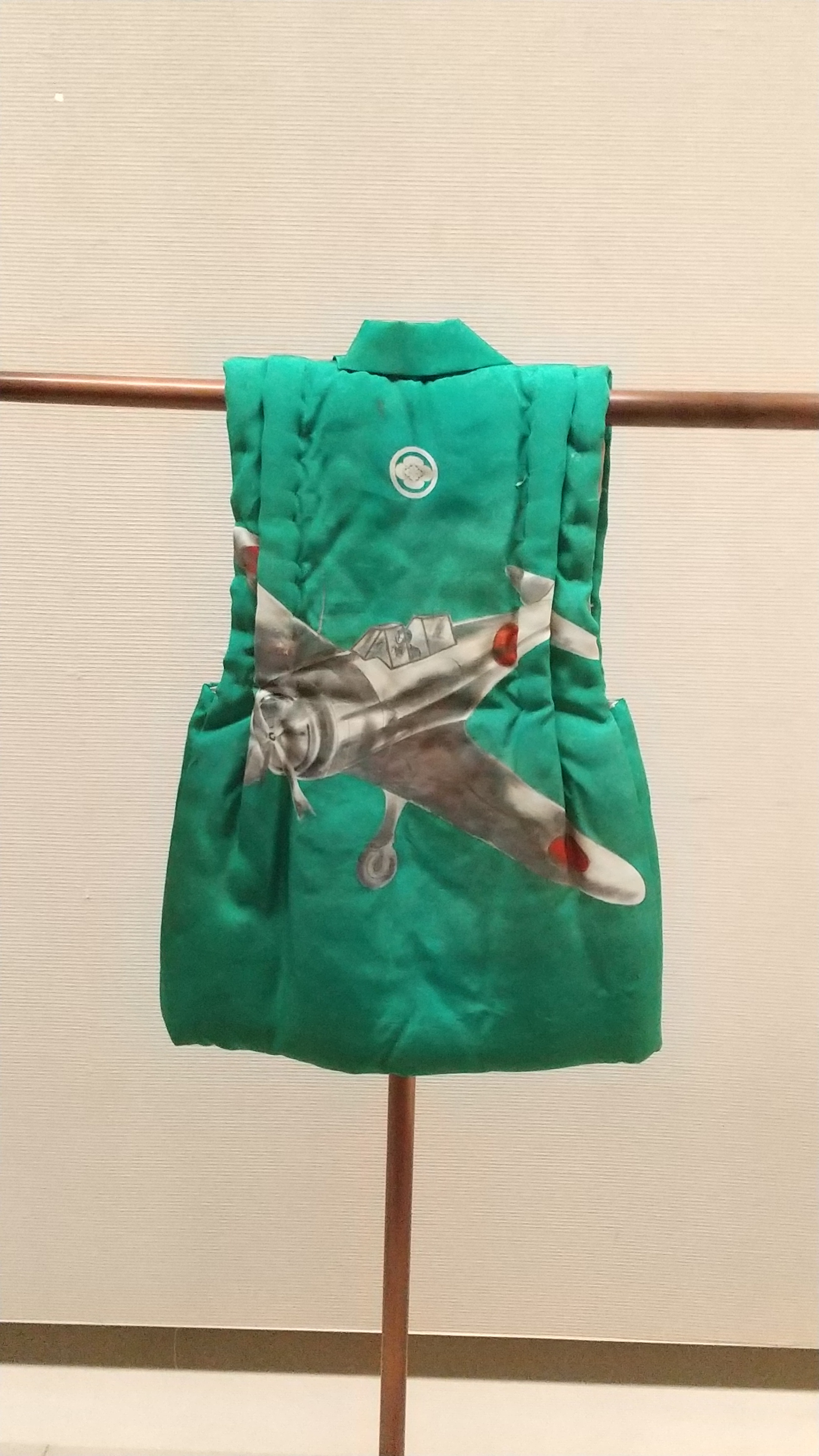
Hanten pour enfant avec motif d'avion de guerre, 1943.